# Sulitjelma gruber
La Sulitjelma gruber est une ancienne société minière norvégienne extrayant le cuivre, la pyrite et le zinc à Sulitjelma. Elle naît en 1891 lorsque l'entreprise suédoise Sulitjelma Aktiebolag Gruber est fondée pour assurer l'exploitation du gisement. En 1933, l'entreprise devient norvégienne, et prend le nom de A/S Sulitjelma Gruber. En 1983, elle devient une entreprise publique, la Sulitjelma Bergverk AS, qui ferme en 1991.
La découverte de chalcopyrite est attribuée au Sami Mons Petter (en), vers 1858, mais l'exploitation du gisement, très isolé, est alors estimée non rentable. Ce n'est que lorsque l'industriel suédois et consul Nils Persson (no) s'y intéresse, en 1886, que l'exploitation du gisement est mise en œuvre. L'extraction y commence de manière expérimentale en 1887. La Sulitjelma Aktiebolag Gruber est fondée en 1891. Cette même année commence la construction de la ligne de Sulitjelma (en), à voie étroite. Jusqu'en 1886, le cuivre et les produits semi-finis sont ainsi transportés par train et bateau à vapeur jusqu'au port de Finneid (en) : le coût du transport a ainsi toujours pénalisé la société minière tout au long de son histoire.
Dès sa fondation, l'entreprise se distingue par sa stratégie novatrice. En particulier, elle met au point le procédé Knudsen, opérationnel en 1903, ainsi que le premier four à arc électrique du monde pour la fusion du cuivre en 1912. Par la suite, les innovations continuent, en particulier dans la concentration du minerai et la fusion. Au début des années 1900, la Sulitjelma Gruber est la deuxième entreprise industrielle en Norvège.
Sulitjelma est à l'origine un village montagnard isolé, habité par quelques paysans. Stimulée par l'exploitation minière, sa population augmente rapidement. Elle passe d'environ 50 habitants vers 1890, à près de 3 000 en 1910. Les conditions de vie sont d'abord rudes, avec une infrastructure primitive et des conditions de travail dures et dangereuses. Le traitement des ouvriers, porions et cadres diffère notablement. En janvier 1907, après une grande réunion publique sur le Langvatnet (no) gelé, qui amorce la création des premiers syndicats, les conditions de travail s'améliorent progressivement.
Pendant la Seconde Guerre mondiale, l'importance stratégique de la Sulitjelma Gruber est considérée comme si essentielle à l'économie du Troisième Reich que seule la marche de l'entreprise compte. Par conséquent, bien que la Gestapo est informée des activités illégales du personnel, elle se dispense d'intervenir pour ne pas perturber la production.
L'euphorie liée à la reconstruction après la Seconde Guerre mondiale prend fin en 1975, lorsque le cours du cuivre chute. Les restructurations se succèdent, mais l'évidence s'impose : même en consentant les énormes investissements nécessaires à la pérennité de l'usine, le complexe industriel restera marqué par son âge. La fonderie nécessite notamment des investissements importants pour limiter sa pollution. Les efforts déjà consentis ne produisant pas les résultats escomptés, l'exploitation cesse en 1991.
Durant ses presque 100 ans d'existence, l'entreprise a extrait 6 millions de tonnes de sulfures métalliques, qui ont donné, outre le soufre qui représente l'essentiel de cette masse, 0,47 million de tonnes de cuivre, 282 tonnes d'argent, 215 tonnes de zinc et 3,7 tonnes d'or.

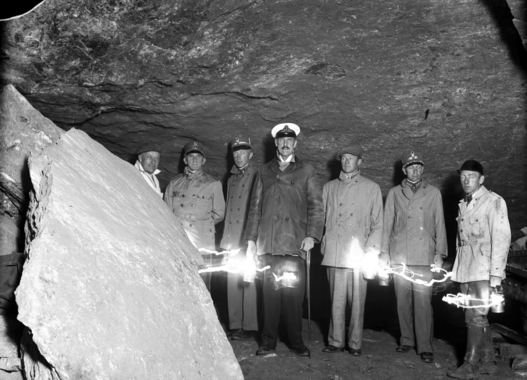
Le roi Haakon VII visitant une mine de Sulitjelma en 1905.
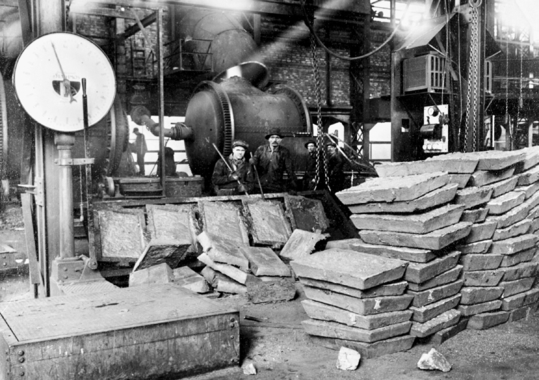
lingots de cuivre et convertisseur, en 1927.
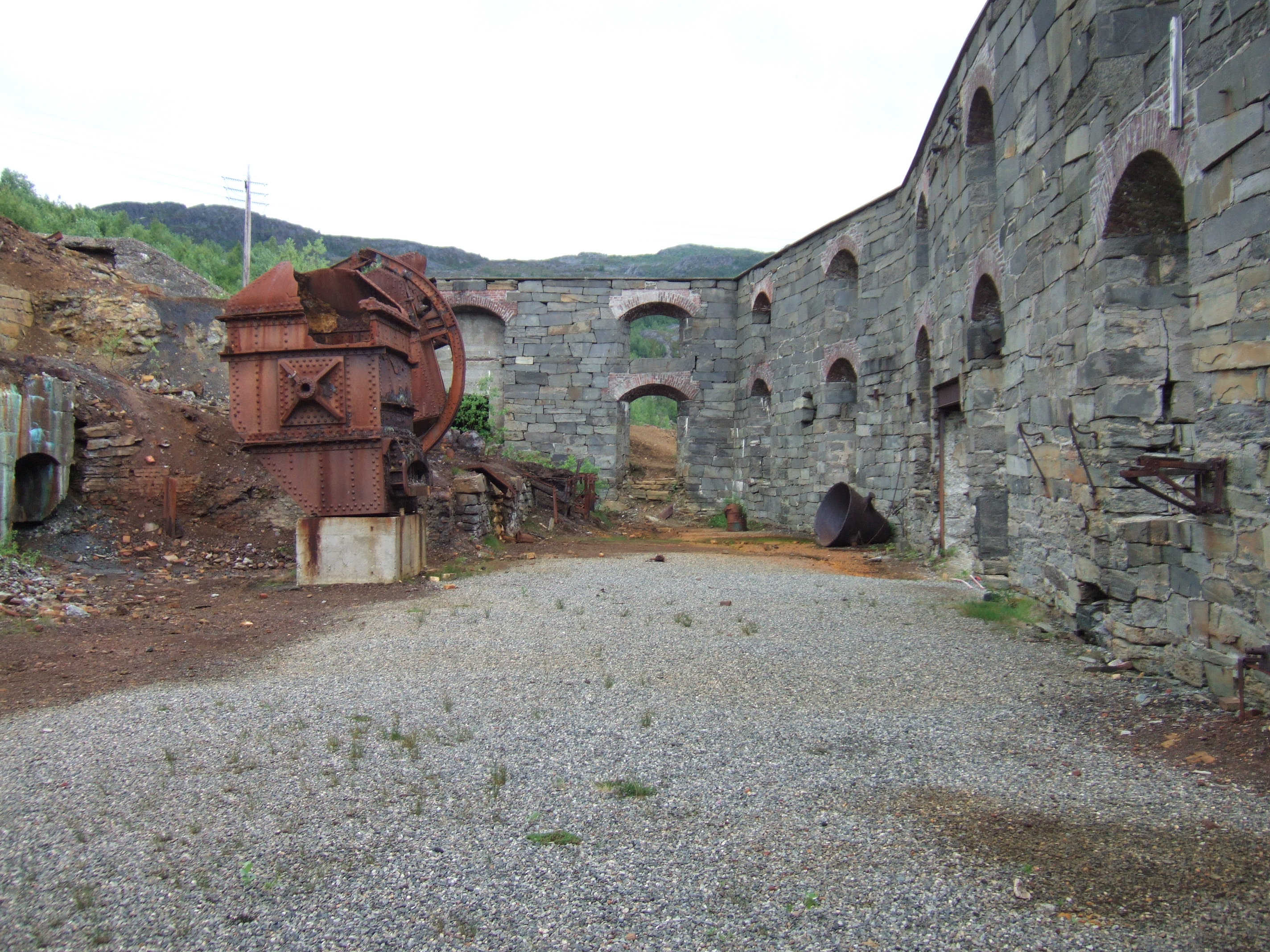
Vestiges de la fonderie de cuivre en 2015.
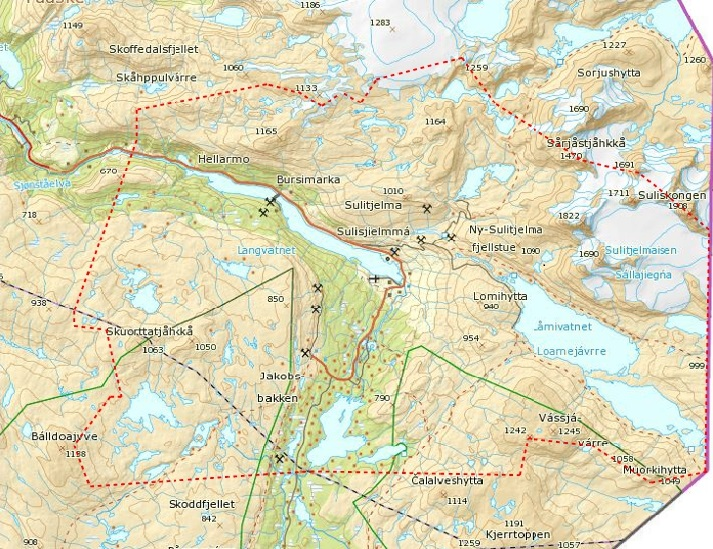
Emplacement des mines autour de Sulitjelma.